# Чемпіонат Південної Америки з футболу 1956
Чемпіонат Південної Америки з футболу 1956 року — двадцять четвертий розіграш головного футбольного турніру серед національних збірних Південної Америки.
Турнір відбувався у Монтевідео, столиці Уругваю, з 21 січня по 15 лютого 1956 року. Переможцем вдев'яте стала збірна Уругваю.

## Формат
Відбірковий турнір не проводився. Від участі у турнірі відмовилась Еквадор, Болівія та Колумбія. В підсумку у турнірі взяло участь шість учасників: Аргентина, Перу, Бразилія, Чилі, Парагвай і Уругвай, які мали провести один з одним матч за круговою системою. Переможець групи ставав чемпіоном. Два очки присуджувались за перемогу, один за нічиєю і нуль за поразку. У разі рівності очок у двох лідируючих команд призначався додатковий матч.

## Стадіон
| Монтевідео         |
| Естадіо Сентенаріо |
| Місткість: 65,235  |
|                    |

## Підсумкова таблиця
| Збірна    | І | В | Н | П | ГЗ | ГП | Р  | О |
| --------- | - | - | - | - | -- | -- | -- | - |
| Уругвай   | 5 | 4 | 1 | 0 | 9  | 3  | +6 | 9 |
| Чилі      | 5 | 3 | 0 | 2 | 11 | 8  | +3 | 6 |
| Аргентина | 5 | 3 | 0 | 2 | 5  | 3  | +2 | 6 |
| Бразилія  | 5 | 2 | 2 | 1 | 4  | 5  | −1 | 6 |
| Парагвай  | 5 | 0 | 2 | 3 | 3  | 8  | −5 | 2 |
| Перу      | 5 | 0 | 1 | 4 | 6  | 11 | −5 | 1 |

| 21 січня 1956 |

| Уругвай                             | 4-2 | Парагвай            |
| ----------------------------------- | --- | ------------------- |
| Мігес 12' Ескалада 25' 32' Роке 65' |     | Ролон 81' Гомес 89' |

| Сентенаріо, Монтевідео Глядачів: 55,000 Арбітр: Хуан Реджіс Броцці |

Уругвай: Масейрас, Мартінес, Леопарді (72 Брасіоніс), Андраде, Карранса, Мірамонтес, Борхес, Амбройс, Мігес (66 Демарко), Ескалада, Роке
Парагвай: Бенітес — Мас'єль (Аревало), Бенітес Каско — Вільяльба, Ермосілья, Легісамон — Гонсалес, Ролон, Гомес, Каньєте, Торрес
| 22 січня 1956 |

| Аргентина            | 2-1 | Перу      |
| -------------------- | --- | --------- |
| Сіворі 43' Вайро 51' |     | Драго 56' |

| Сентенаріо, Монтевідео Глядачів: 16,000 Арбітр: Вашингтон Родрігес |

Аргентина: Мусімессі — Дельяча, Вайро — Ломбардо, Моуріньйо, Гутьєррес — Мічелі (83 Пентреллі), Сіворі, Бонеллі (78 Лохаконо), Лабруна, Кукк'яроні
Перу: Сагарра — Дельгадо, Салас — Ласон, Кальдерон, Ередія — Ф. Кастільйо, Драго, Льорет де Мола (Террі), Москера, Гомес Санчес
| 24 січня 1956 |

| Чилі                                      | 4-1 | Бразилія      |
| ----------------------------------------- | --- | ------------- |
| Ормасабаль 8' 83' Мелендес 65' Санчес 71' |     | Мауріньйо 38' |

| Сентенаріо, Монтевідео Глядачів: 18,000 Арбітр: Хуан Реджіс Броцці |

Чилі: Ескуті — Альмейда, Мануель Альварес — Кортес, Кубільйос, Карраско — Ормасабаль, Мелендес, Рамірес Банда, Муньйос, Санчес
Бразилія: Жилмар — Джалма Сантос, Мауро — Алфредо Рамос, Зіто, Жуліау — Дел Веккіо (Балтазар), Алваро, Жаїр, Каньйотейро, Мауріньйо (Нестор)
| 28 січня 1956 |

| Уругвай                | 2-0 | Перу |
| ---------------------- | --- | ---- |
| Ескалада 42' Мігес 73' |     |      |

| Сентенаріо, Монтевідео Глядачів: 70,000 Арбітр: Каетано де Нікола |

Уругвай: Масейрас, Мартінес, Брасіоніс, Андраде, Карранса (85 Аускарріага), Маньїні, Борхес (87 Перес), Амбройс, Мігес, Ескалада, Роке
Перу: Сагарра — Дельгадо, Салас — Ласон, Кальдерон, Ередіа (Гутьєррес) — Ф. Кастільйо, Барбадільйо (Драго), Р. Кастільйо, Москера (Лльорет де Мола), Семінаріо
| 29 січня 1956 |

| Бразилія | 0-0 | Парагвай |
| -------- | --- | -------- |
|          |     |          |

| Сентенаріо, Монтевідео Глядачів: 45,000 Арбітр: Flag of Chile.svg\|border Серхіо Бустаманте |

Бразилія: Жилмар — Джалма Сантос, Де Сорді — Форміга, Роберто Беланжеро, Алфредо Рамос — Мауріньйо, Дел Веккіо (Балтазар), Алваро, Жаїр (Луїзіньйо), Нестор
Парагвай: Кабальєро — Мас'єль, Бенітес Каско — Вільяльба, Ермосілья, Легісамон — Гонсалес Гомес, Луго, Осоріо (Ролон), Кабрера (Каньєте)
| 29 січня 1956 |

| Аргентина      | 2-0 | Чилі |
| -------------- | --- | ---- |
| Лабруна 9' 79' |     |      |

| Сентенаріо, Монтевідео Глядачів: 45,000 Арбітр: Жоау Батіста Лауріту |

Аргентина: Мусімессі — Кольман Вайро — Ломбардо, Варакка (46 Моуріньйо), Гутьєррес — Мічелі, Сіворі (65 Секконато), Лохаконо (46 Бонеллі), Лабруна, Кукк'яроні (75')
Чилі: Ескуті — Альмейда, Мануель Альварес — Кортес, Кубільйос, Карраско — Рамірес Банда, Ормасабаль, Мелендес, Муньйос, Санчес
| 1 лютого 1956 |

| Бразилія                | 2-1 | Перу      |
| ----------------------- | --- | --------- |
| Алваро 10' Зезіньйо 80' |     | Драго 42' |

| Сентенаріо, Монтевідео Глядачів: 20,000 Арбітр: Вашингтон Родрігес |

Бразилія: Жилмар — Джалма Сантос, Де Сорді — Форміга, Роберто Беланжеро, Алфредо Рамос — Алваро (Зезіньйо), Луїзіньйо, Каньотейро, Нестор (Мауріньйо), Балтазар
Перу: Сагарра — Дельгадо, Ласон — Салас (Андраде), Кальдерон (Колунга), Гутьєррес — Драго, Р. Кастільйо, Ф. Кастільйо, Семінаріо (Вільяльба), Барбадільйо
| 1 лютого 1956 |

| Аргентина     | 1-0 | Парагвай |
| ------------- | --- | -------- |
| Секконато 54' |     |          |

| Сентенаріо, Монтевідео Глядачів: 20,000 Арбітр: Жоау Батіста Лаурsту |

Аргентина: Мусімессі — Кольман, Вайро — Ломбардо, Моуріньйо, Гутьєррес — Мічелі (46 Пентреллі), Секконато (75 Грільйо), Бонеллі, Лабруна, Кукк'яроні
Парагвай: Кабальєро — Мас'єль, Бенітес Каско — Вільяльба, Вега, Ермосілья — Гонсалес, Хара Саг'єр, Ромеро, Гомес (Ролон), Каньєте
| 5 лютого 1956 |

| Парагвай  | 1-1 | Перу        |
| --------- | --- | ----------- |
| Ролон 76' |     | Андраде 61' |

| Сентенаріо, Монтевідео Глядачів: 25,000 Арбітр: Хуан Реджіс Броцці |

Парагвай: Кабальєро — Рікардо, Бенітес Каско — Ечагуе (Ермосілья), Вега (Легісамон), Вільяльба — Гонсалес, Хара Саг'єр (Ролон), Ромеро, Гомес, Каньєте
Перу: Сагарра — Дельгадо, Ласон — Андраде, Гутьєррес, Кальдерон — Ф. Кастільйо, Драго, Р. Кастільйо (Террі), Москера, Гомес Санчес
| 5 лютого 1956 |

| Бразилія      | 1-0 | Аргентина |
| ------------- | --- | --------- |
| Луїзіньйо 88' |     |           |

| Сентенаріо, Монтевідео Глядачів: 25,000 Арбітр: Вашингтон Родрігес |

Бразилія: Жилмар — Джалма Сантос, Де Сорді — Алфредо Рамос, Форміга, Роберто Беланжеро — Мауріньйо, Луїзіньйо, Дел Веккіо (Алваро), Зезіньйо, Каньотейро
Аргентина: Мусімессі — Кольман (42 Гарсія Перес), Вайро — Ломбардо, Моуріньйо, Гутьєррес — Пентреллі, Секконато, Грільйо, Лабруна (79 Сіворі), Кукк'яроні
| 6 лютого 1956 |

| Уругвай              | 2-1 | Чилі              |
| -------------------- | --- | ----------------- |
| Мігес 12' Борхес 58' |     | Рамірес Банда 59' |

| Сентенаріо, Монтевідео Глядачів: 60,000 Арбітр: Хуан Реджіс Броцці |

Уругвай: Масейрас, Мартінес, Брасіоніс, Андраде, Карранса, Маньїні, Борхес, Амбройс, Мігес, Мельхарехо, Роке
Чилі: Ескуті — Альмейда, Мануель Альварес — Кортес, Кубільйос, Карраско — Ормасабаль, Мелендес, Рамірес Банда (Фернандес), Муньйос, Санчес
| 9 лютого 1956 |

| Чилі                                                | 4-3 | Перу                                          |
| --------------------------------------------------- | --- | --------------------------------------------- |
| Ормасабаль 15' Муньйос 34' Фернандес 70' Санчес 86' |     | Ф. Кастільйо 22' Москера 57' Гомес Санчес 80' |

| Сентенаріо, Монтевідео Глядачів: 5,000 Арбітр: Хуан Реджіс Броцці |

Чилі: К. Еспіноса — Альмейда, Мануель Альварес (Гоїті) — Карраско, Кортес, Кубільйос — Ормасабаль, С. Еспіноса (Фернандес), Рамірес Банда, Муньйос, Санчес
Перу: Сагарра — Дельгадо, Салас (Андраде) — Ласон, Ередіа (Гутьєррес), Кальдерон — Ф. Кастальйо, Драго, Льорет де Мола (Р. Кастільйо), Москера, Гомес Санчес
| 10 лютого 1956 |

| Уругвай | 0-0 | Бразилія |
| ------- | --- | -------- |
|         |     |          |

| Сентенаріо, Монтевідео Глядачів: 80,000 Арбітр: Хуан Реджіс Броцці |

Уругвай: Масейрас, Мартінес, Брасіоніс, Андраде, Карранса, Мірамонтес, Борхес, Амбройс, Мігес, Мельхарехо (72 Демарко), Роке
Бразилія: Жилмар — Джалма Сантос, Де Сорді — Алфредо Рамос, Форміга, Роберто Беланжеро — Мауріньйо, Дел Веккіо (Балтазар), Зезіньйо, Луїзіньйо, Каньотейро
| 12 лютого 1956 |

| Чилі                             | 2-0 | Парагвай |
| -------------------------------- | --- | -------- |
| Ормасабаль 41' Рамірес Банда 51' |     |          |

| Сентенаріо, Монтевідео Глядачів: 4,000 Арбітр: Вашингтон Родрігес |

Чилі: К. Еспіноса — Альмейда, Мануель Альварес — Кубільйос, Кортес, Карраско — Ормасабаль, Рамірес Банда, Муньйос (Фернандес), Мелендес, Санчес
Парагвай: Кабальєро (Бенітес) — Бенітес Каско, Рікардо — Вільяльба, Легісамон (Вега), Ечагуе — Гонсалес, Хара Саг'єр (Ролон), Ромеро, Гомес, Каньєте
| 15 лютого 1956 |

| Уругвай     | 1-0 | Аргентина |
| ----------- | --- | --------- |
| Амбройс 23' |     |           |

| Сентенаріо, Монтевідео Глядачів: 80,000 Арбітр: Каетано де Нікола |

Уругвай: Масейрас, Мартінес, Брасіоніс, Андраде, Карранса, Мірамонтес, Борхес (71 Перес), Амбройс, Мігес, Ескалада (75 Аускарріага), Роке
Аргентина: Мусімессі — Дельяча, Вайро — Ломбардо, Моуріньйо, Гутьєррес — Пентреллі, Сіворі, Грільйо, Лабруна, Сарате

## Чемпіон
| Чемпіон Південної Америки 1956 |
| ------------------------------ |
| Уругвай 9-й титул              |

## Найкращі бомбардири
4 голи
- Енріке Ормасабаль

3 голи
| - Гільєрмо Ескалада | - Оскар Мігес |  |

2 голи
| - Анхель Лабруна - Хайме Рамірес | - Леонель Санчес - Максімо Ролон | - Роберто Драго |